# Estudio Op. 10, n.º 5 (Chopin)

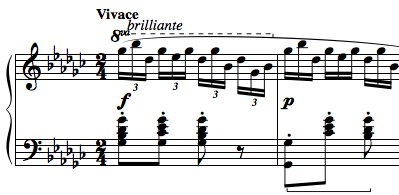
Fragmento del Estudio Op. 10 n.º 5, "La négresse".

El Estudio Op. 10 n.º 5 en sol bemol mayor, también conocido como Black Key Étude, es una pieza para piano solo compuesta por Fryderyk Chopin en 1830. Pertenece al Ópus 10 , es decir, a los primeros doce estudios del compositor polaco. 
Esta pieza es característica por los arpegios de la mano derecha, que toca casi exclusivamente teclas negras, a excepción del compás número 66, en el que Chopin escribió un fa natural, la única tecla blanca para la mano derecha en toda la pieza. El hecho de tocar sólo las teclas negras es el que da el sobrenombre al estudio (que no fue puesto por Chopin, al igual que ninguno de sus otros estudios). 
La mano izquierda, por su parte, se ocupa de la melodía, sobre todo con acordes y octavas, mientras la mano derecha hace el acompañamiento con los rápidos tresillos de semicorcheas en las teclas negras.

## Estructura
Este Estudio Op. 10 n.º 5 está desequilibrado en cuanto a la estructura, pero como estudio de música romántica, Chopin favoreció el interés melódico frente a una estructura rígida. El estudio puede dividirse en cuatro partes, dependiendo de las interpretaciones. El primer tema es, lógicamente, el que inicia y presenta el estudio, y se desarrolla con algunas variaciones después de su segunda repetición. El segundo tema comienza después de dos majestuosos arpegios que llegan a cubrir la mitad del teclado. Este segundo tema es corto, pues dura sólo dieciséis compases, y está escrito en la tonalidad dominante del estudio, re bemol mayor. El primer tema vuelve a repetirse una vez más y se empieza a desarrollar hacia el Coda. Es durante este camino hacia el coda en el que la mano derecha toca el fa natural, la única tecla blanca para esa mano en el estudio. Ya que en ese compás, el 66, se encuentran también las únicas negras de la obra junto con las del último compás, ahí se establece una cadencia hacia la coda, que es un floreo legato en la tonalidad tónica y termina con una rápida frase en octavas con las dos manos que es completamente staccato. 

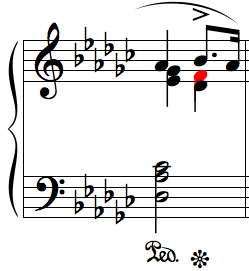
La nota en rojo es fa natural, la única tecla blanca para la mano derecha.

Algunos pianistas destacados, como Horowitz y Rosenthal, prefieren tocar la sección de octavas final con un glissando.
La dinámica de este estudio está más anotada que en cualquier otro. En los primeros dieciséis compases se encuentran indicados catorce cambios dinámicos, así como cambios en los pedales y variadas articulaciones. Sin embargo, esto no significa que en este Estudio Op. 10 n.º 5 haya que enfatizar la dinámica más que en cualquier otra obra, ya que Chopin escribió esta alegre y viva pieza con claras, pero no duras dinámicas. Estos elementos, unidos al tempo vivace, configuran uno de los estudios de Chopin más difíciles. 